# Leipzig-Grünauer Allee järnvägsstation

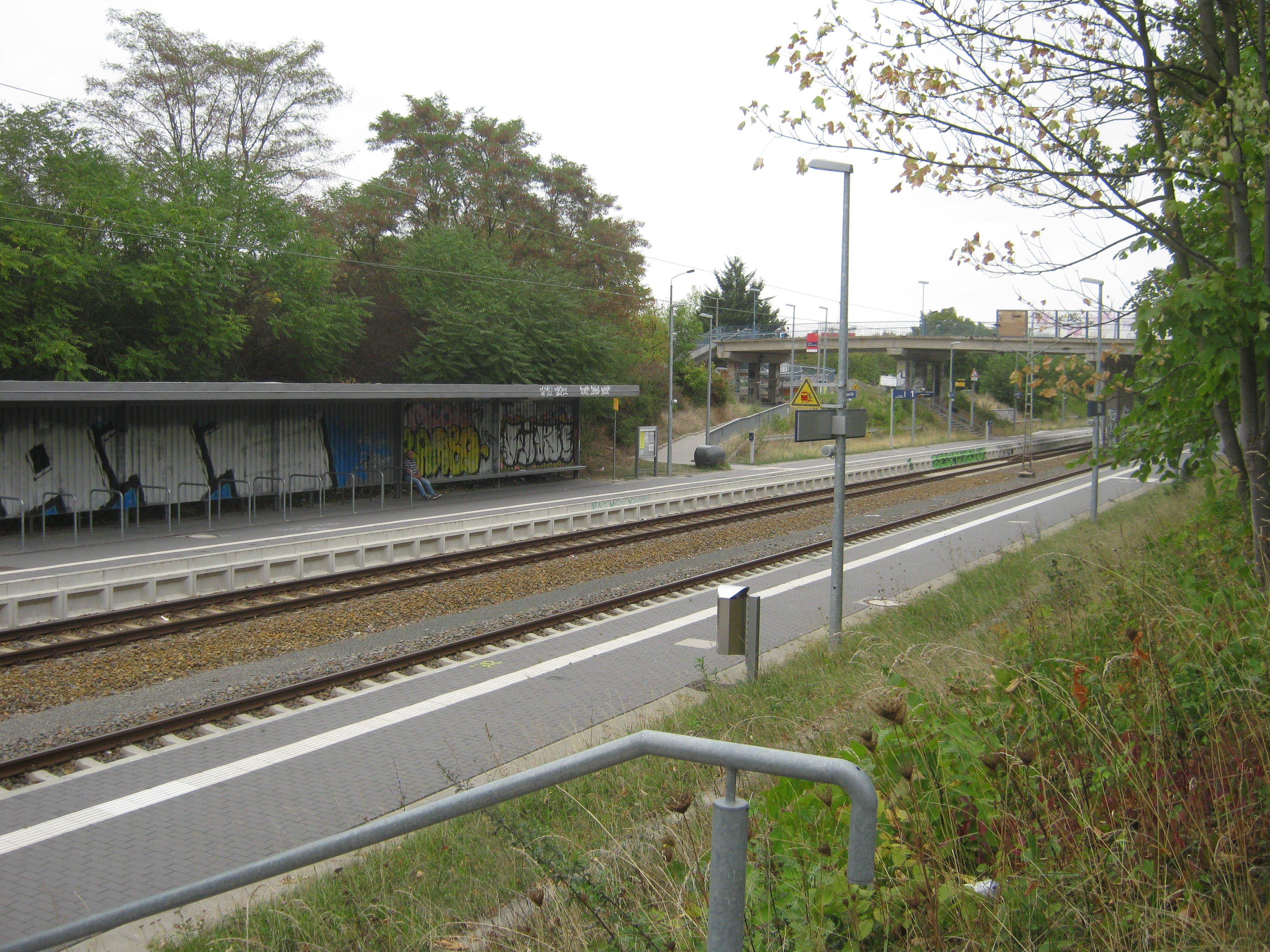
Leipzig Grünauer Allee

Leipzig Grünauer Allee är en järnvägsstation i stadsdelen Grünau i Leipzig. Stationen invigdes 25 september 1977 med namnet Leipzig Hermann-Matern-Allee, och fick sitt nuvarande namn 1980. Sedan 2013 har stationen varit del av S-Bahn Mitteldeutschland. Linje S1 trafikerar stationen. Stationen ligger på linjen Leipzig-Plagwitz–Leipzig Miltitzer Allee.  